# Aminas Restaurant

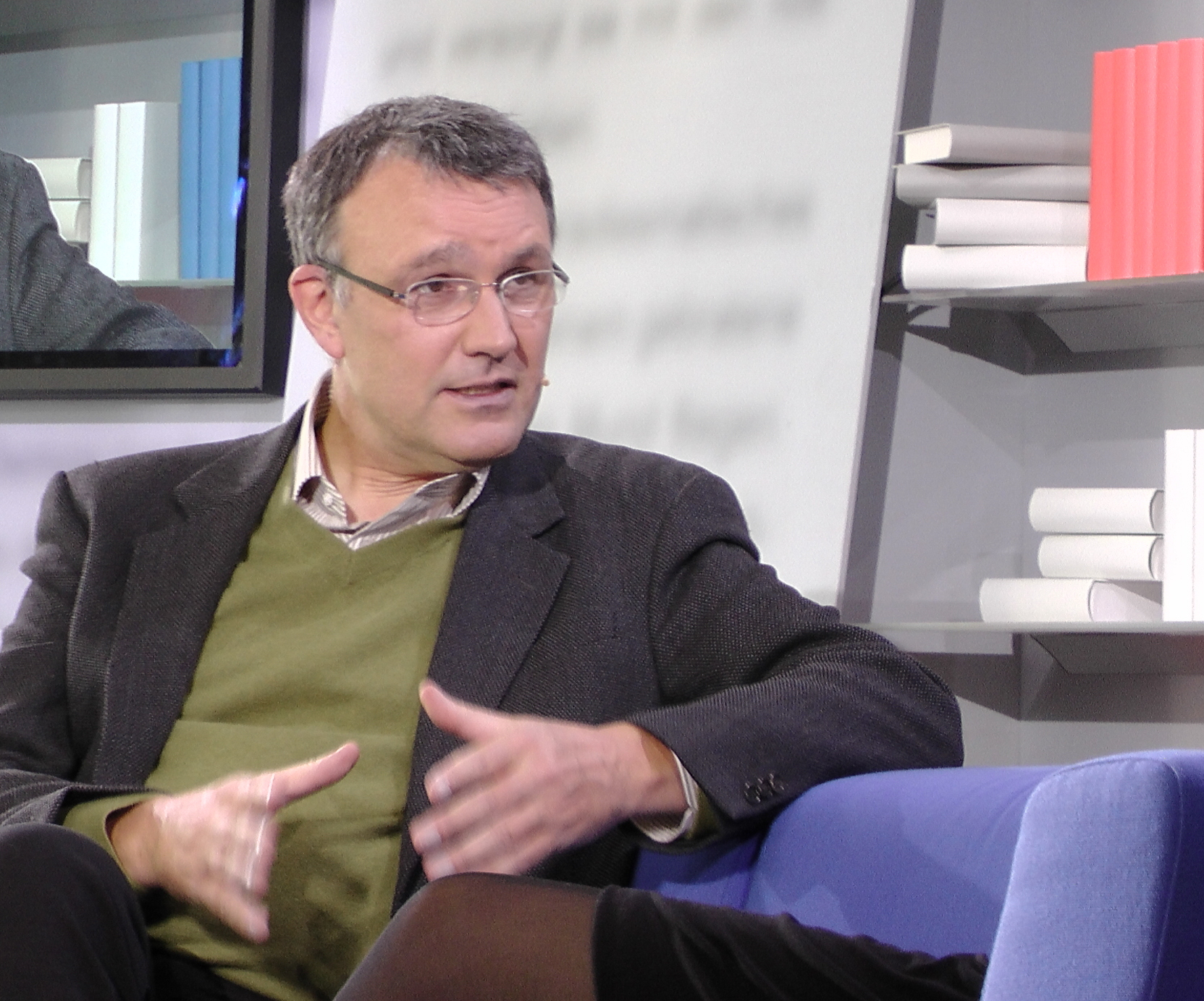
Michael Lüders auf dem "Blauen Sofa" 2017

Aminas Restaurant. Ein modernes Märchen ist der dritte Roman des Schriftstellers und Politik- und Islamwissenschaftlers Michael Lüders und erschien 2006.
Der Roman thematisiert die Geschichte einer aus Marokko nach Bremen eingewanderten Familie, die in der Hansestadt ein Restaurant eröffnet. Das vorzügliche orientalische Essen sowie die Erzählkunst des Restaurantbesitzers üben eine bis dahin unbekannte Faszination auf die Einheimischen aus, die in Scharen in der neuen Lokalität einkehren. Nach mehreren Wochen des Erfolges geraten die Anhänger und Befürworter des Restaurants in Konflikt mit konservativen Muslimen, die den Frieden stören wollen. letztlich gelingt es diesen zwar, Aminas Restaurant zu zerstören, nicht aber dessen Geist, der den Sommer geprägt hat. Ein Nebenhandlungsstrang beschreibt darüber hinaus die kritische familiäre Situation eines der Protagonisten, dessen Eltern sich wegen einer Affäre scheiden lassen, sowie die daraus resultierenden Konflikte und deren Auflösung.

## Inhalt

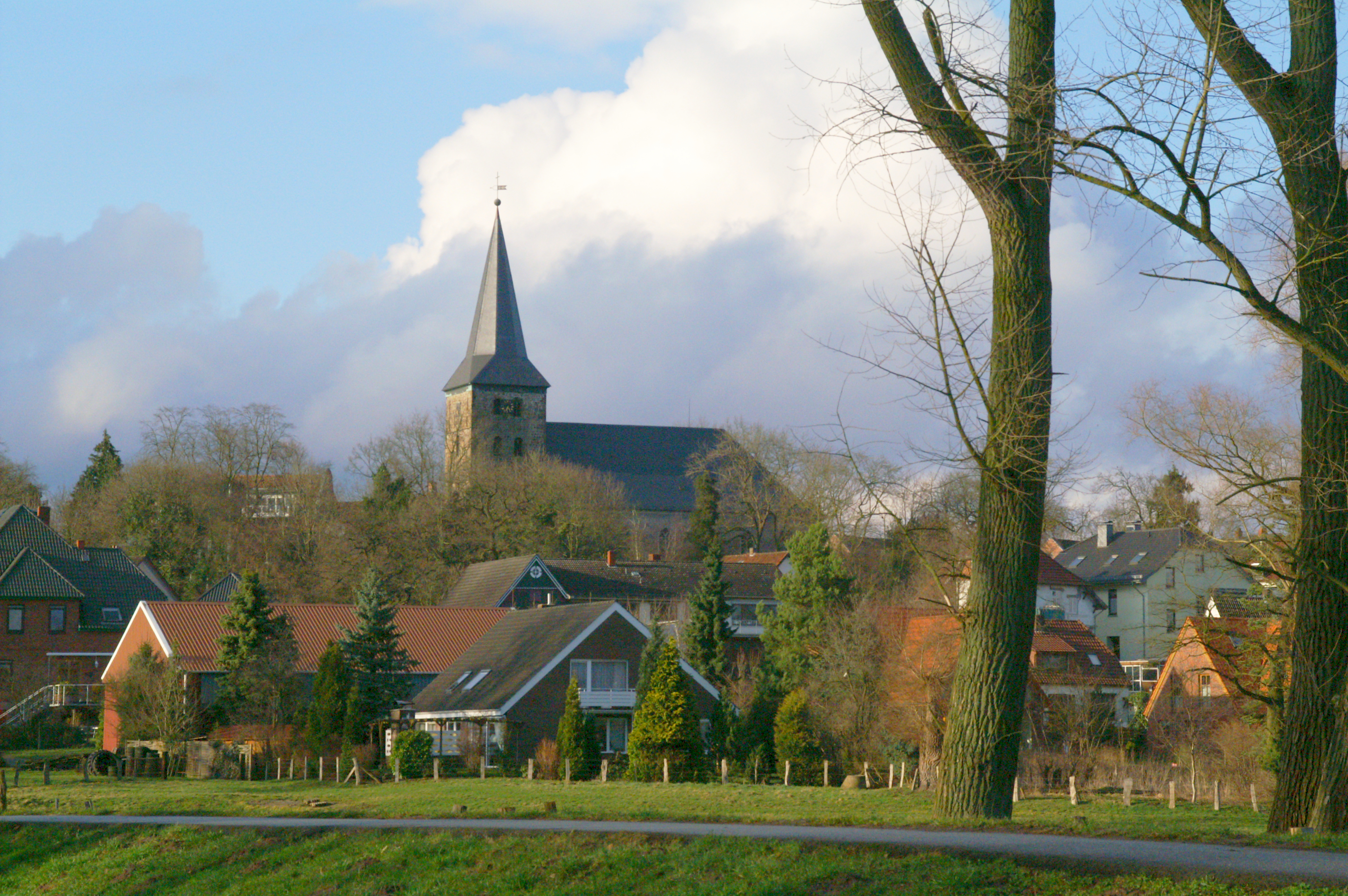
Auf einem Wochenmarkt unweit der St.-Martini-Kirche im Bremer Ortsteil Lesum beginnt der Roman.

Auf dem Wochenmarkt unweit der St.-Martini-Kirche im gutbürgerlichen Bremer Ortsteil Lesum im Stadtteil Burglesum begegnet der fünfundzwanzigjährige Student Alexander Kirchhoff in den letzten Frühlingstagen der marokkanischen Einwanderer-Familie Boucetta. Diese stammt aus Marrakesch und plant, an der Lesum ein orientalisches Restaurant zu eröffnen. Mohammed Boucetta, ein früherer Deutschlehrer, hat dazu das ehemalige Vereinsheim eines Yachtclubs erstanden, das umgebaut wird. Alexander fühlt sich zu Jasmina, der Tochter des Marokkaners, hingezogen und verbringt aus diesem Grunde einen Großteil seiner Freizeit im Amina, benannt nach Amina Boucetta, Mohammeds Frau. Er freundet sich eng mit der dreiköpfigen Familie an und avanciert bereits vor der offiziellen Eröffnung zum Testesser.
Alexanders Mutter Eva sowie sein Vater Volker, der den Bremer Großmarkt leitet, begrüßen und teilen diese Freundschaft zwar, durchleben derweil allerdings eine Ehekrise. Diese hat ihren Ursprung in Evas Vermutung, ihr Mann würde ihr ein Verhältnis zu seiner Sekretärin Teresa Meißner verheimlichen. Alexander selbst versucht den Problemen des Elternhauses zu entgehen.
Die anfängliche Skepsis der Einheimischen weicht binnen weniger Tage nach der Eröffnung des Restaurants großer Zustimmung, hervorgerufen durch Aminas hervorragende Kochkünste, die das Glück in den Menschen wecken und sie ihre Sorgen vergessen lassen. Mohammed, den alle Sid Mohammed (Sid als Abkürzung von Sayyid) nennen, beginnt, Erzählungen vorzutragen. Diese handeln vom Sohn Sid Allawis, den er als den „größten Esel aller Zeiten“ bezeichnet und der die Bücher des Afrikaforschers Gerhard Rohlfs studiert. Er bewundert diesen und Sid Mohammed zeichnet den Lebensweg des jungen Marokkaners in reich ausgeschmückten Geschichten, mit denen er täglich mehr Menschen in seinen Bann zieht. Binnen weniger Wochen entwickelt sich das Amina zu einem interkulturellen Treffpunkt der Massen und zu einer Tauschbörse der unterschiedlichsten Meinungen und Ansichten. Die lauen Sommernächte tragen dazu bei, dass sich noch bis weit nach Mitternacht Gruppen am Lesumdeich sammeln oder durch die Vorgärten wandern und man sich eigene Erzählungen vorträgt. Der ruhige, zurückhaltende und fast schon schüchterne Sid Mohammed dient dabei eher den männlichen Gästen als Identifikationsfigur, während die Frauen Amina wegen ihrer extravaganten, bunten Kleider und ihrer Kochkünste bewundern. Um letztere zu vermitteln, organisiert Amina alsbald mehrere Kochkurse im Restaurant. Die regionalen Medien werden auf die neue kulinarische Attraktion im Bremer Norden aufmerksam und beginnen, darüber zu berichten. 
Das Amina wirkt während der Sommermonate völkerverständigend und scheint die Gutmütigkeit, Toleranz und Gelassenheit der Besucher zu wecken, was nach Ansicht vieler Aminas Gerichten geschuldet ist. Ihr Genuss lockert die Zungen und so gesteht beispielsweise Volker Eva während eines Essens seine Affäre, während seine Frau ihm eigene Geheimnisse verrät und, anders als zu erwarten, nicht aufbrausend reagiert. Im Gegenteil freundet sie sich mit Teresa Meißner an und trennt sich freundschaftlich von Volker.
Anfang August treten unter den Gästen des Amina erstmals auffällige Muslime in Erscheinung. Sie unterbrechen Sid Mohammed in seinen Ausführungen, stellen Fragen und kritisieren das Konzept des Restaurants. Dies wird von den übrigen Besuchern größtenteils mit Missbilligung aufgenommen. Es stellt sich heraus, dass es sich um Mitglieder des im Stadtteil Gröpelingen ansässigen Vereins „Licht und Glaube“ handelt, einer konservativen islamischen Vereinigung, die die Weltoffenheit und Toleranz Aminas und Sid Mohammeds ablehnt und es lieber sähe, wenn das Restaurant keine Pilgerstätte für Bremer wäre. Sid Mohammed verliert durch die Störungen den Faden seiner Erzählungen und diese geraten für mehrere Tage ins Stocken. Jasmina und Eva schlagen vor, für einige Tage ausschließlich Schweineschnitzel anzubieten, um so die Vereinsmitglieder, deren Glaube den Verzehr von Schweinefleisch verbietet, fernzuhalten. Die Maßnahme zeigt tatsächlich Erfolg – allerdings nur, bis die Karte wieder auf die beliebten orientalischen Gerichte umgestellt wird. Anschließend tauchen vor dem Amina erneut „Licht und Glaube“-Anhänger auf, die nun nicht mehr versuchen, einen Platz im Restaurant zu erhalten, aber vor selbigem die Gäste beleidigen. Jasmina und Alexander beschließen, den Vorsitzenden des Vereins, Smihi Abu Muslim, einzuschüchtern. Sie fahren nach Gröpelingen, und bedrohen ihn mit einer originalgetreuen Spielzeugpistole, woraufhin er behauptet, von nichts zu wissen.
Im Anschluss an diese Aktion entscheidet sich Sid Mohammed, seine Geschichten zum Ende zu bringen. Er offenbart den hunderten von Zuhörern, dass er der Sohn Sid Allawis sei und all die Wochen seine eigene Lebensgeschichte erzählt habe, eine Tatsache, die einige bereits vermutet hatten. Die Gäste des Amina, wissend, dass mit den Geschichten ein schöner Sommer langsam zu Ende geht, bedanken sich bei Sid Mohammed und Amina mit minutenlangen Beifallsstürmen. Nur wenige Tage später ist Alexander als Vertretung Sid Mohammeds im Ordnungsamt Bremen-Nord. Karl Möller, der Abteilungsleiter für den Bereich Gewerbekonzessionen, hat angekündigt, dem Amina wegen diverser Verstöße die Gaststättenkonzession zu entziehen. Alexander erkennt den Schwachpunkt Möllers: Die Liebe zu alten Möbeln. Er bietet an, ihm zahlreiche antike Möbelstücke, die im Keller des Restaurants lagern, zu überlassen und Möller erklärt sich daraufhin einverstanden, die Schließung um einen Monat zu verschieben. 
Nur wenige Tage darauf, Sid Mohammend verkauft inzwischen CDs mit seinen Geschichten, brennt das Amina in einer Nacht bis auf die Grundmauern ab. Obwohl allgemein von Brandstiftung ausgegangen wird, können keine Täter ermittelt werden. Amina und Sid Mohammed hätten zwar die finanziellen Möglichkeiten zum Wiederaufbau, entscheiden sich allerdings dagegen. Ende September wird entlang des Admiral-Brommy-Weges von der Ruine bis zum Knoops Park auf gut zwei Kilometern Länge eine spendenfinanzierte Festtafel unter dem Motto „Bremen lässt seine Freunde nicht im Stich“ eingerichtet. Volker Kirchhoff vermittelt Sid Mohammed die Leitung der Abteilung „Lebensmittel aus dem Orient“ im Großmarkt und Amina knüpft Kontakte zu Modedesignern. 
Im November halten sich Jasmina und Alexander im Haus der Boucettas in Marrakesch auf. In der Frankfurter Allgemeinen Zeitung vom 24. November lesen sie, dass über dem Bremer Ortsteil Lesum seit mehreren Tagen jede Nacht gefrorene Brathähnchen niederfallen würden. Zahlreiche Dächer sein beschädigt worden. Ein Krisenstab sei eingerichtet worden, dessen Leitung Mohammed Boucetta übernommen habe.

### Rezepte

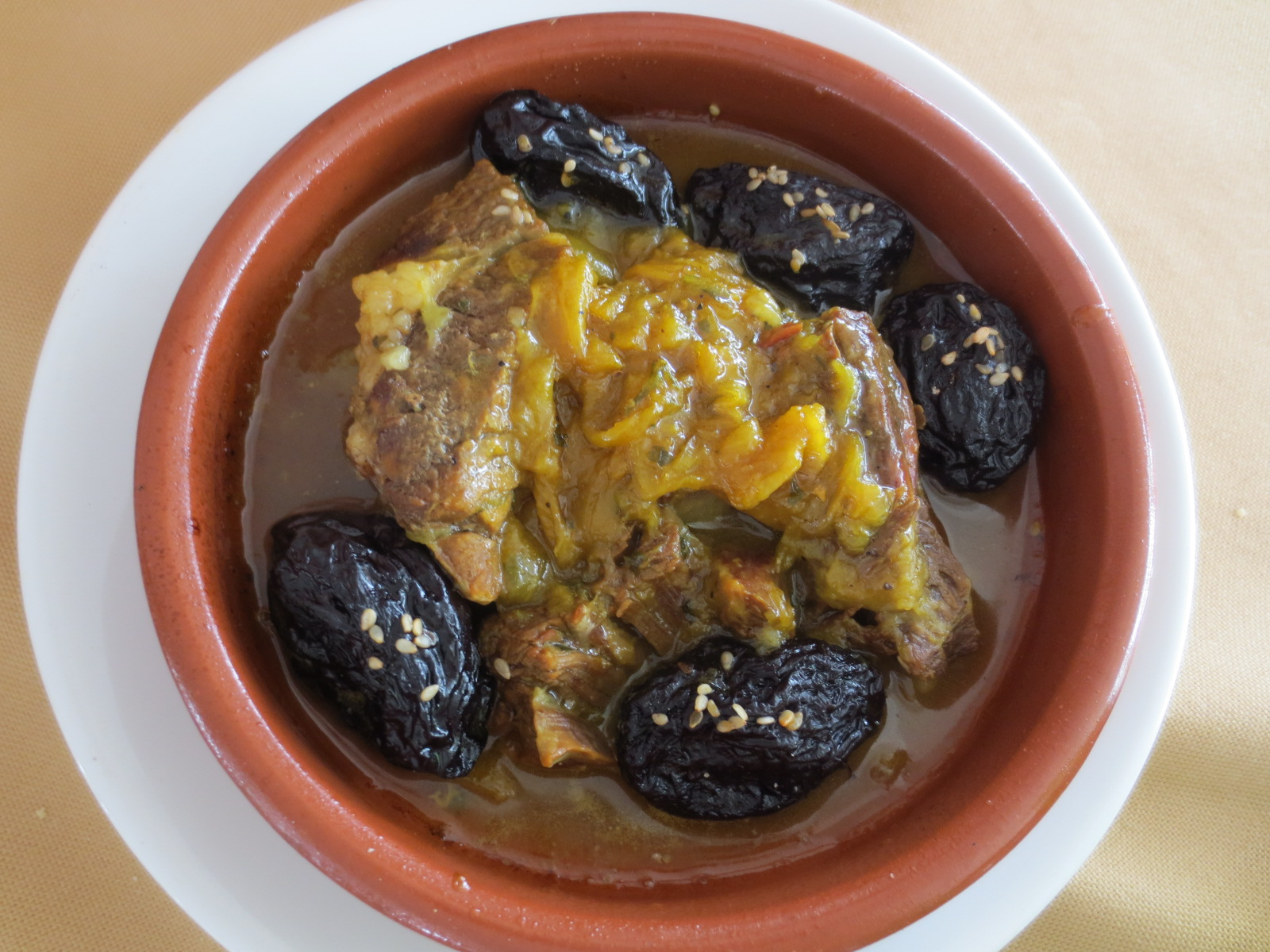
Lamm Tajine mit Pflaumen

Im Anhang des Buches finden sich verschiedene orientalische Rezepte, die Lüders während seiner Reisen in den Nahen Osten und nach Vorderasien sammelte. Er empfiehlt, sie nachzukochen, und gibt an, es handle sich um „Rezepte aus Aminas Küche“. Im Einzelnen aufgeführt werden:
- Schai Nana (Marokkanischer Pfefferminztee)
- Salat aus süßen Tomaten
- Sikouk (Eine kalte Suppe)
- Nilbarsch mit getrockneten Limetten
- Couscous mit Lamm und Trockenfrüchten
- Lamm-Tajine mit Pflaumen
- Feigen mit Thymianhonig
- Türkischer Honig

## Entstehungsgeschichte
Lüders begann mit der Konzeption des Romans etwa im Juli 2005 mit dem Ziel, einen Roman zu verfassen, der seine neu gewonnenen Erfahrungen aus dem Orient auf seine Bremer Heimat überträgt und beide miteinander verknüpft. Anfangs besaß er noch keine klare Vorstellung über den Inhalt des Buches. Diese entwickelte sich während des Schreibens etappenweise. Nach der Fertigstellung des Manuskriptes wandte er sich an den Arche Verlag, bei dem bereits seine beiden ersten Romane sowie zwei seiner Sachbücher erschienen waren. Man zeigte sich sogleich an einer Veröffentlichung interessiert. Dies ist unter anderem der Tatsache geschuldet, dass der in Hamburg ansässige Verlag einen der Schwerpunkte seiner Arbeit in Literatur sieht, die die Region beschreibt und sie einem breiteren Publikum zugänglich macht, was durch die eingehenden Stadt- und Landschaftsbeschreibungen in dem Roman gegeben ist.
Anfang März 2006 kam Aminas Restaurant schließlich auf den Markt und wurde vom Autor in mehreren Lesungen vorgestellt. Eine von ihnen fand im Sommer 2006 im Vereinsheim jenes Yachtclubs an der Lesum statt, den Lüders in seinem Werk in Aminas Restaurant hatte umbauen lassen. Bei dieser Veranstaltung anlässlich der „Burglesumer Kulturtage“ wurden die Innenräume orientalisch ausgeschmückt und ebensolche Gerichte serviert. Mittlerweile sind im Arche-Verlag zwei gebundene Auflagen erschienen. Im Jahre 2008 druckte der Rowohlt Verlag zwei weitere Auflagen im Taschenbuchformat.

## Stil und Sprache
Aminas Restaurant ist in einer auktorialen Erzählsituation verfasst und verzichtet trotz der Betitelung als Märchen auf die für diese Literaturgattung typische Einleitungsphrase „Es war einmal...“; im Gegenteil gleicht der rasche Einstieg in das Buch eher dem Beginn einer Kurzgeschichte (in medias res). 
Anders als in zahlreichen anderen Büchern, die eine anonymisierte Welt beschreiben, finden sich in Aminas Restaurant detaillierte Orts- und Lagebeschreibungen mit originalgetreuen Straßennamen und sogar Hausnummern. Lüders beschreitet diesen Weg, um eine größere Identifikation mit seiner Heimatstadt zu schaffen, den Leser emotional enger an das Buch zu binden und auswärtigen Lesern die Gelegenheit zu geben, die Handlungsorte in Landkarten aufzuspüren. Generell kommt Aminas Restaurant jedoch mit sehr wenigen Stilmitteln aus. Der Roman ist geprägt von einer sehr ruhigen und ausgeglichenen Sprache, die selten überdehnt ist und nur bei einigen Situationen Emotionalität ausstrahlt. So muten die erwähnten Landschaftsbeschreibungen, die sprachliche Ausschmückung des Restaurants sowie die harte, scharfe und dunkle Farbenzeichnung Gröpelingens beinahe wie Schilderungen an.
Lüders spielt in seinem Buch mit gezielten Vergleichen zwischen den Protagonisten. So führen Sid Mohammed und Amina eine seit mehreren Jahren harmonische Beziehung, die, wie es scheint, durch das Restaurant sogar noch gestützt wird. Eva und Volker Kirchhoff dagegen haben sich auseinander gelebt und stehen vor den seelischen Trümmern ihrer Ehe. Beide Paare treffen in Aminas Restaurant aufeinander, wodurch sich ihre Geschichten verknüpfen. Alexander Kirchhoff fungiert in diesen Abschnitten als Wandler zwischen den Welten, der tagtäglich im Restaurant den ehelichen Frieden erlebt und zu Hause mit den Konflikten seiner Eltern konfrontiert wird. 
Eine weitere stilistische Feinheit zeigt sich in wie zufällig von den Protagonisten fallengelassenen Sätze oder Satzfragmenten, die auf den ersten Blick willkürlich und als einzelne Meinung wirken, beim Betrachten des gesamten Romans aber mit ähnlichen Zeilen zusammengefasst werden können. So erwähnt Jasmina 
„Allerdings sind wir entbehrlich, wie die Geschichte zeigt.“
und bezieht sich damit auf die in ihren Augen oftmals entbehrlichen Einwanderer in Deutschland, von denen sich die meisten Menschen bedroht fühlten. Gut drei dutzend Seiten später äußert sich Volker Kirchhoff mit dem Satz
„Letztendlich sind wir alle austauschbar.“
über die Arbeitsverhältnisse in der modernen kapitalisierten Welt. Beide Sätze gelten zwar verschiedenen Themen, haben aber letztlich eine ähnliche Aussage. 
Der Autor arbeitete in Aminas Restaurant in unregelmäßiger Folge auch mit Paradoxa, zumeist in Antworten, so dass diese zunächst eher verwirren als aufklären. So entgegnet beispielsweise Sid Mohammed auf die Frage eines Skeptikers, ob denn auch ein geschäftstüchtiger Unternehmer in Marokko auf die Idee kommen würde, Schiffe in der Wüste zu bauen:
„Gewiß nicht [...] Wer aber in der Wüste Schiffe baut, hat einen Traum, der stärker ist als das Meer.“
und Amina belehrt die Frauen eines ihrer Kochkurse:
„Stellen Sie sich einen Fisch vor, der nur noch tote Gräte ist und sich so weit zurückdenkt, bis er wieder frei und glücklich im Meer schwimmt. Wenn Sie das verstehen, wird die einfachste Speise ein Festmahl.“
Lüders spielt in diesem Roman mit der wechselseitigen Kommunikation jeweils zweier Personen und deren Hürden. So lässt er beispielsweise Alexander und Jasmina häufig aneinander vorbeireden und nicht aufeinander eingehen. Im Gegenteil greift einer der Gesprächspartner oftmals Versatzstücke wieder auf, die im entsprechenden Dialog bereits lange zuvor diskutiert wurden. Am Ende dieser Gespräche finden beide Personen aber stets wieder zusammen und unterhalten sich auf gleicher Ebene über das Thema. Besonders deutlich tritt dieser Effekt in den folgenden Zeilen zu Tage:
„Darin liegt ihre Berufung. Menschen zu helfen, sich selbst zu finden. Auf die innere Stimme zu hören.“ „Möglicherweise entstehen dabei Tragödien.“ „Möglicherweise sind wir morgen tot.“ „Du irrst dich. Ich kann lieben.“ „Ich mag deine Nähe, Alexander, auch deine Art. Aber für dich bin ich ein Traum, ein exotischer Traum, nicht wahr? Das reicht mir aber nicht.“ [...] „Bei dir passiert doch auch nichts, wenn du die Sachen ißt, die deine Mutter gekocht hat.“ „Ich esse sie sehr gerne, aber ich bin wie du.“ „Ohne Herz?“ Jasmina lächelte.
Ebenso in diesem Beispiel:
„Ich weiß nicht, was ich machen soll“, sagte sie. „Ich weiß nicht, was ich eigentlich will. Das ist keine gute Voraussetzung, um glücklich zu sein. Verstehst du, was ich meine?“ „Der Zimt ist alle. Wir müssen neuen besorgen.“ [...] Jasmia sah ihn an. „Gut. Ich kümmere mich um den Zimt. Kardamom brauchen wir auch.“

## Interpretation und autobiographischer Bezug
„Du hast eine Heimat“, sagte Jasmina. „Du weißt, wer du bist.“ „Nicht wirklich.“ „Dann bist du ein Idiot. Du hast alle Privilegien der Welt.“ „Auch das ist keine Garantie, sein Glück zu finden.“

Der Autor selbst lehnt eine zu intensive Interpretation seines Werkes ab. Er habe, entgegen anderslautenden Rezensionen, kein Plädoyer für gelungene Integration, interkulturelle Freundschaft oder Toleranz verfassen wollen, sei aber froh, dass dies so aufgenommen werde. Aminas Restaurant solle nicht als Lehrbuch oder erstrebenswertes Ideal verstanden werden, sondern lediglich als Wunsch nach einem solchen Restaurant, in dem er selbst, so es es denn gäbe, laut eigener Aussage Dauergast sein würde. In seinen eigenen Augen wollte der Autor einen literarischen Ort der Begegnung und der Eintracht schaffen, inmitten einer noch unharmonischen Welt. Die Wirkung, die er sich von Aminas Restaurant erhofft, kommt am deutlichsten in folgenden Zeilen zum Tragen:
Das große Mysterium dieses bemerkenswerten Sommers in Lesum bestand in Alexanders Augen darin, daß anders zu sein nicht als anstößig galt. Für einige kostbare und einzigartige Monate wurde das Unbekannte und Fremde nicht als Bedrohung empfunden, vielmehr als glückliche Fügung, den eigenen Weg zu finden und tatsächlich zu gehen.
Die Frage, ob das Konzept und der Geist von Aminas Restaurant auf die gesamte Gesellschaft ausgedehnt werden könne, bewertete Lüders abwartend.
Mit größerer Sicherheit lassen sich aber die ausgeprägten autobiographischen Bezüge des Romans feststellen. Michael Lüders wuchs im Stadtteil Burglesum auf und erkundete als Heranwachsender oftmals die bald völlig vertraute Umgebung. Ähnlich ergeht es im Buch Alexander Kirchhoff auf seinen einsamen Spaziergängen, was der Erzähler an verschiedenen Stellen erkennen lässt. Der Protagonist antwortet beispielsweise auf die Frage, ob er die Bördestraße im Ortsteil Lesum kenne:
„Wie meine Westentasche.“
Auch der folgende Abschnitt kann direkt auf Lüders übertragen werden, der ähnlich fühlte.
Von Aminas Restaurant aus führte der Admiral-Brommy-Weg bis zu Knoops Park, durch die Ausläufer der Villengärten, direkt am Wasser entlang. Alexander kannte auf diesem Weg jeden Baum und jede Biegung, im tiefsten Dunkel hätte er sich nicht verlaufen, so vertraut war ihm die Gegend. Schon als Jugendlicher hatte er geglaubt, daß hier eine Welt voller Wunder und Abenteuer begann.
Darüber hinaus war Lüders in seiner Jugend fasziniert vom aus Vegesack stammenden und deshalb dort allgegenwärtigen Gerhard Rohlfs, dessen Pioniergeist und Forscherdrang. Diese Bewunderung wollte er in sein Werk einfließen lassen und flocht aus diesem Grunde den entsprechenden Nebenhandlungsstrang ein. Einige Rezensenten vermuteten, Lüders hätte mit Alexander Kirchhoff sein eigenes junges Ego wiederbelebt, was von diesem nicht ausdrücklich dementiert wurde. Bezugnehmend auf den Satz 
„Die DDR, die ich für meine Mutter schuf, wurde immer mehr zu einer DDR, wie ich sie mir gewünscht hätte.“
den Daniel Brühl in seiner Rolle als Alexander Kerner im 2003 veröffentlichten Spielfilm Good Bye, Lenin! sagte, stimmte Lüders zu, durch den Roman eine Gesellschaft und einen Ortsteil Lesum geschaffen zu haben, wie er ihn sich in seiner eigenen Kindheit erträumt hätte.
Für einige Irritationen unter den Rezensenten und der Leserschaft sorgte der aufgesetzt wirkende dramatische Abschluss des Romans nach einer zuvor relativ ruhigen Handlung. Lüders gab an, er habe die Brandkatastrophe einbauen müssen, um zum Ende hin nicht ins Schmalzige abzugleiten. Zudem sei der gewählte Schluss eine logische Folge der vorherigen Ereignisse und gepaart mit der Nichtaufklärung der Feuerursache durchaus realistisch. Mit den abschließenden Brathähnchenschäden hätte er die Leser ein letztes Mal aufmerken lassen wollen, um sie nicht stumm und leise aus dem Roman zu entlassen, sondern ihnen die Gelegenheit zu geben, über die Sätze nachzudenken. Lüders stützte sich dabei auf eine wahre Begebenheit.
Der Mandelbaum

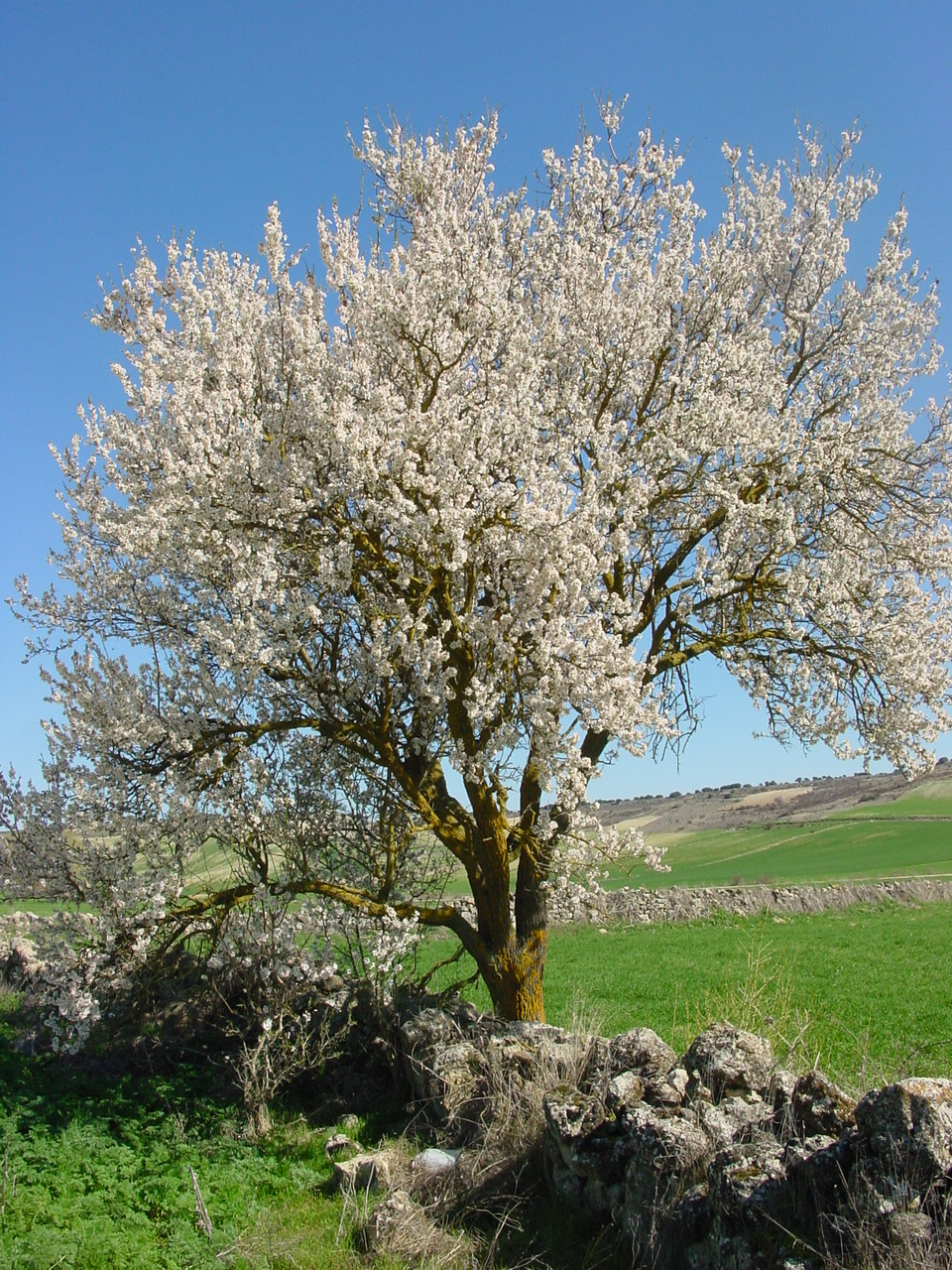
Ein Mandelbaum in voller Blüte im März

Als ein zentrales Motiv führt der Autor den Mandelbaum ein. Seine Geschichte wird in Märchenform von Jasmina wiedergegeben. Der junge Baum säte sich einst zufällig auf einem norddeutschen Deich aus und trotzte mit starkem Willen den ungewohnten klimatischen Kapriolen. Im darauffolgenden Jahr verhinderte er während einer Sturmflut mit seinem Wurzelgeflecht den Deichbruch und die Einheimischen freuten sich an den Früchten, die der Baum trug. Bald jedoch keimten auch auf den Äckern der Umgebung frische Mandelbäume, die die Landwirtschaft erschwerten, worüber die Landwirte nicht erfreut waren. Sie sahen sich veranlasst, den Baum nachts zu fällen. Zwar konnten sie nun wieder ihre Felder bestellen, doch die darauffolgende Sturmflut brach durch den schutzlos gewordenen Deich und überflutete das Land. Die Menschen mussten in mühsamer Arbeit ihre Häuser wieder neu aufbauen und spürten bei jedem Gedanken an den Baum einen Stich im Herzen.
Michael Lüders überlässt dem Leser nicht die eigene Deutung dieses Märchens im Märchen, sondern liefert die Interpretation im Anschluss mit.  In den Augen Sid Mohammeds symbolisieren die Mandeln ihn selbst und Amina. Sie stehen somit für die Einwanderer, die auf eine ihnen fremde Kultur treffen und zunächst von allen hoch geschätzt werden. In diesem Zusammenhang äußert Jasmina das zuvor im Abschnitt „Stil und Sprache“ erwähnte Zitat bezüglich der Entbehrlichkeit und führt weiter an, dass sich die meisten Menschen vor fremden Bäumen fürchten würden und das Leben davon abgesehen kein Märchen sei.

## Rezeption
Aminas Restaurant wurde von nationalen und internationalen Rezensenten überwiegend positiv besprochen und gelobt. So setzte sich beispielsweise Beatrice Eichmann-Leutenegger am 27. Juni 2006 in der Neuen Zürcher Zeitung mit dem Werk auseinander und fand es „ganz entzückend“. Die Journalistin unterstrich die märchenhaften Züge der Geschichte und nannte hierfür im Einzelnen die deutliche Trennung zwischen Gut und Böse, die überhöhte Zeichnung der Figuren sowie das glückliche Ende. Des Weiteren würdigte sie den realistischen Gegenwartsbezug („raue Winde der Wirklichkeit“) und die feinen Prisen von Ironie, deren sich der Autor bedient. Erfreut zeigte sich Eichmann-Leutenegger von den Rezepten im Anhang, da sie das Buch nebenbei zu einer „Fundgrube an kulinarischen Ideen“ machen würden.
Die Kölnische Rundschau befand:
„Der Roman ist ein wunderbares Beispiel für die Macht der Fantasie und ein beeindruckendes Plädoyer für Toleranz.“
und der Weser-Kurier wagte die Vermutung:
„Rafik Schami, der schon Lüders' Roman Der Verrat mit Lob überschüttete, wird an Aminas Restaurant seine Freude haben.“
In der Kulturzeit auf 3sat beurteilte man Lüders Werk als „orientalisches Märchen der Gegenwart“ und im Folgenden als „eine Geschichte von Liebe und Glück, die Brücken zwischen den Kulturen schlägt“. Das ZDF veröffentlichte am 7. Mai 2006 auf seiner Homepage unter der Rubrik „sonntags – tv fürs Leben“ eine Kritik und befand, dass Aminas Restaurant „ein Buch wie aus Tausendundeiner Nacht“ sei, „das alle Sinne anregt“. Etwa zur gleichen Zeit wurde das Buch auch im NDR besprochen, wo man zum Ergebnis kam:
„Wir legen das Buch mit einem Lächeln aus der Hand. Und mit dem festen Vorsatz, unser Leben in Zukunft intensiver zu genießen: sei es manchmal auch scharf wie die rote Sauce Harissa oder bitter wie die Schale getrockneter Limetten.“
Die Fachzeitschrift Buchmarkt stellte die Behauptung auf:
„Wer den Film Chocolat mochte, wird Aminas Restaurant lieben.“
Sonja Kolb rezensierte das Buch am 28. März 2006 in der Rheinischen Post und kam zu dem Ergebnis, die Geschichte, die Lüders vorgelegt habe, sei tatsächlich ein Märchen. Unwahrscheinlich erschien es jedoch, dass ein so auffälliges arabisches Paar wie Sid Mohammed und seine Frau Amina in Nordeuropa ein arabisches Restaurant eröffnen und sofort einen derartigen Erfolg haben würde. Kolb meint, dass der Leser darüber allerdings großzügig hinwegsehen und die Geschichte genießen solle, und weist darauf hin, dass der Autor wunderbare Menschen zeichne.

## Buchausgaben
- Aminas Restaurant. Ein modernes Märchen. Arche Verlag, Zürich 2006, ISBN 3-7160-2351-5
  - Taschenbuchausgabe: Rowohlt Verlag, Reinbek 2008, ISBN 978-3-499-24661-6